# Juntas de Arriba
Juntas de Arriba är en ort i Mexiko.   Den ligger i kommunen Guadalupe y Calvo och delstaten Chihuahua, i den nordvästra delen av landet, 1 100 km nordväst om huvudstaden Mexico City. Juntas de Arriba ligger 2 004 meter över havet och antalet invånare är 205.
Terrängen runt Juntas de Arriba är huvudsakligen kuperad, men åt nordost är den bergig. Runt Juntas de Arriba är det mycket glesbefolkat, med 6 invånare per kvadratkilometer. Juntas de Arriba är det största samhället i trakten. I omgivningarna runt Juntas de Arriba växer huvudsakligen savannskog.